# Észt nyelv
Az észt nyelvet (eesti keel) főként Észtországban beszélik, egyben az Európai Unió egyik hivatalos nyelve. Az uráli nyelvcsalád finnugor csoportjának balti-finn ágába sorolják be a nyelvészek. Az 1941-től 1990-ig tartó szovjet megszállás miatti kivándorlás következtében ezenkívül az USA-ban, Svédországban, Finnországban és Németországban, valamint az Egyesült Királyságban is van több ezer főt kitevő észt nyelvű lakosság, és mintegy 3000-re teszik az ukrajnai észtek számát. Az észt nyelv nagyon kevéssel tér el a finn nyelvtől, a két nyelv beszélői kölcsönösen megértik egymást.
Észtországban számos nyelvjárást beszélnek, és az ország kis területéhez képest az eltérések meglepőek.

## Nyelvrokonság – nyelvcsalád
Az észt nyelv a finnel és más finnségi nyelvekkel (például vepszével, lívvel, vóttal, inkerivel, karjalaival stb.) áll legközelebbi rokonságban, olyannyira, hogy ezekben a nyelvekben a legtöbb szó azonos alakú, vagy alig eltérő az észthez képest is, és jelentésük is csupán árnyalatnyi eltérést mutat.
A finn és észt nyelv hasonlóságát illusztrálja a tény, hogy az Észtország északi részén lakó észtek, így a tallinniak is, akik a szovjet korszak idején, egyszerű földi antennákkal fogni tudták a finn rádió és tévé adását (Tallinn Helsinkitől mindössze 80 km-re fekszik), a finn nyelvű műsorokat kis odafigyeléssel képesek voltak megérteni. Észtország EU-csatlakozása után fellendült a finn bevásárlóturizmus, amit a kedvezőbb árak mellett az is ösztönöz, hogy a finneknek szinte nincsenek nyelvi problémáik Észtföldön.
Nagyon gyakran, ha a finn szavaknak „levágjuk” a végmagánhangzóját, akkor megkapjuk az észt megfelelőjüket. A végmagánhangzók olykor a ragozás során bukkannak ismét elő. Például: észt lipp ~ lipu-, finn lippu ~ lipu-: 'zászló'. Sok olyan szó is van, amely mindkét nyelvben megvan, de megváltozott jelentéstartalommal, s ez sokszor komikus szituációkhoz vezet. Például: finn katsoa: 'nézni' és az észt katsuma 'érinteni'. Vagy: észt raamat: 'könyv' és a finn raamattu: 'Biblia').
Mindkét nyelvet jellemzi egyben az ún. fokváltakozás is, amely egyes mássalhangzóknak (és az észt esetében a magánhangzók) főnév- és igeragozás közben bekövetkező váltakozását jelenti. A fokváltakozás az észtben és a finnben is lehet mennyiségi és minőségi, ugyanakkor az észtben inkább csak alaktani, és kevésbé hangtani jelentősége van.
A finn és azt észt egyaránt tartalmaz nagy fokú germán behatásokat: az észtek hosszú évszázadokig a Német Lovagrend uralma alatt álltak, de az orosz hódítás után is éltek németek az észtek vidékein és erős volt a kereskedelmi kapcsolat Németországgal, ezért a német nyelv jövevényszavakkal és egyéb dolgokkal gazdagította az észt nyelvet. A finnek a svédek alattvalói voltak, a svéd nyelv sok tekintetben volt hatással az ő nyelvükre is. Mindkét népet aztán az oroszok hódították meg, de az észt nyelvben és nyelvjárásokban fellelhető orosz hatás nagyobb, mivel a finnek alig több mint egy évszázadig tartoztak az Orosz Birodalomhoz, szemben az észteket az oroszok már a 18. században leigázták.
Az irodalom kialakulásával két elkülönülő észt nyelv alakult ki az északi észt nyelv és a déli észt nyelv. A déli észt sokáig meg tudta őrizni a különállását, de a 17. század végétől már átadta a helyét az északinak, amely így az egységes irodalmi nyelv alapja lett.
A nyelvészet álláspontja szerint a magyar nyelvnek az észt – ahogy a finn is – távoli rokona. A szavak szintjén csak elvétve találunk hasonlóságot. (Például kala ~ hal, vesi ~ víz, vana ~ vén, käsi ~ kéz, puu ~ fa, kolm ~ három, me ~ mi, te ~ ti stb.) Előfordulnak nyelvtani, szerkezeti hasonlóságok: mindkét nyelvre jellemző az esetrendszer választékossága, ezenkívül nincs kötött szórend a mondaton belül, így lehetséges egyes mondatrészek hangsúlyossá tétele. Ugyanakkor nincs hangrendi illeszkedés és a fokváltozás is távol áll a magyar nyelvtől.

## Írásrendszer: ábécé és hangjelölés
Az észt ábécé latin betűs és 32 betűt tartalmaz: 
A, B, (C), D, E, (F), G, H, I, J, K, L, M, N, O, P, (Q), R, S, Š, Z, Ž, T, U, V, (W), Õ, Ä, Ö, Ü, (X), (Y)
A betűk egy része (c, f, q, x, y) csak idegen szavakban és idegen eredetű nevekben fordulnak elő.  A hullámvonalas õ centrális, a középső és a felső közötti nyelvállású magánhangzófonémát jelöl (a román î és ă között), a szigeti nyelvjárásokban viszont az ö-vel azonosan ejtik. Ezzel a betűvel írják át általában az észtek az orosz ы („jerü”, vagyis „kemény” i) hangot, ami megfelel a török ı-nak, vagyis mély i-nek.
Az észt nyelv helyesírása többé-kevésbé következetes, azaz minden hangnak általában egy-egy betű feleltethető meg. Ezzel szemben vannak olyan hangok, amelyeket az íráskép nem jelöl. Ilyen jelenség a magánhangzók és a mássalhangzók három hosszúsági foka:
I. hosszúsági fok : rövid, például kala ~ 'hal' – mets ~ 'erdő'
II. hosszúsági fok: hosszú, például röövel ~ 'rabló' – metsa ~ 'erdőnek (a)'
III. hosszúsági fok: igen hosszú. viies ~ 'ötödik' – metsa ~ '(némi, valamennyi) erdő, erdőt'
A hangzók hosszúsága fonológiai lehet, azaz megváltoztathatja adott esetben a szó értelmét is. Az íráskép a II-III. hosszúsági fok között nem tesz különbséget, mivel az igen hosszú fokot is kettőzött betűkkel jelöli. Kivételt képeznek a felpattanó zárhangok, amelyeknél az I. fokot a b, d, g, a  II. fokot a p, t, k, a harmadik fokot a 'pp, tt, kk Igaz, utóbbi kettősbetűket csak magánhangzóközi helyzetben és szóvégen magánhangzó használják.) A hosszúsági fokok a diftongusokat is jellemezhetik, de ezeknek csak II. és III. fokuk van.
Lásd még: Észt ábécé
Az észt nyelv magánhangzókban gazdag nyelv: a magán- és mássalhangzók aránya 45:55; a 26 fonémából 9 magánhangzó: 'u', 'o', 'a', 'õ', 'ü', 'ö', 'ä', 'e', 'i' (a legnagyobb sziget, Saaremaa lakói csak 8 magánhangzót használnak: az 'õ'-t 'ö'-vel helyettesítik). A magánhangzókból 36 kettőshangzót (diftongust) lehet képezni. Szavak állhatnak pusztán magánhangzókból is: öö (éjszaka), ei (nem). Összetett szavakban akár négyszeres magánhangzókat is találhatunk: Kuuuurijate töööö jäääärel. (A holdkutatók dolgos éjszakája a jég szélén.) Természetesen ebben az esetben csak négy betű áll egymás mellett, és nem négy hang, ugyanis a magánhangzók hosszúságát kettőzéssel jelzik: puhtaks [puhtaksz] 'tisztává', saaks [száksz] 'tudna, képes lenne', muusika [múszikka] (zene).
Az észt nyelv nem szereti a mássalhangzó-torlódást, különösen nem a szó elején; az ilyet mégis tartalmazó szavak általában jövevényszavak (például Prantsusmaa „Franciaország”), de vannak kivételek is (praegu 'most'). A szóbelsejei magánhangzók eltűnésével sok esetben alakultak ki mássalhangzó-torlódások, melyek legtöbbször két mássalhangzóból állnak, de a vintskleb(kínlódik) szóban öt mássalhangzót találunk egymás mellett.
Néhány kivételtől eltekintve az észt névszók főhangsúlya az első szótagra esik, amit gyakran mellékhangsúly követ a páratlan szótagokon.

## Igeragozás
Az észt igéknek két főnévi igenevük van, ezek elnevezése végződésük szerint: -ma infinitivus és -da infinitivus. A személyragos alakokat az infinitivus rag elhagyásával és a személyrag tőhöz kapcsolásával kapjuk meg.
-ma infinitivus:
magama - aludni
magan
magad
magab
magame
magate
magavad
-da infinitivus:
lugeda - olvasni  (fokváltozásos)
loen
loed
loeb
loeme
loete
loevad

## Példaszöveg
A Miatyánk észt nyelven:
Meie Isa, kes Sa oled taevas,
pühitsetud olgu Sinu nimi,
Sinu riik tulgu,
Sinu tahtmine sündigu nii nagu taevas,
nõnda ka maa peal.
Meie igapäevast leiba anna meile tänapäev,
ja anna meile andeks meie võlad,
nagu meiegi andeks anname oma võlglastele,
ja ära saada meid kiusatusse,
vaid päästa meid ära kurjast.
Sest Sinu päralt on riik ja vägi ja au
nüüd, ikka ja igavesti. Aamen.

## Külső hivatkozások
- Az észt nyelv története
- Az Észt Rádió honlapja
- "Eesti keel ja meel (Észtország: nyelv és kultúra)" Megtanulj észtül magyarul. ISBN 978-9985-9794-5-7.
- Elkészült az első észt-magyar nagyszótár